# 黒川堰
黒川堰（くろかわせぎ）は、長野県松本市波田を通り、東筑摩郡山形村方面まで流れる、灌漑用の人工河川である。開削から1971年までは、鉢盛山から北北東の谷に流れる黒川から取水していた。現在は梓川（稲核ダム）から取水している。波田上波田までは隧道を、波田上波田では集落の上を、波田中波田では盛泉寺境内を横切って流れる。

## 概要
松本市波田には、他に和田堰・波田堰の2つがある。長野県道25号塩尻鍋割穂高線（サラダ街道）と交差する辺りでは、和田堰は最下段の河岸段丘の下で、梓川と同じ高さにある。また波田堰は下から3つめの河岸段丘を掘り通す高さに造られている。これに対して黒川堰は、当初は山の中を通り、上波田寺山において山麓に出てほぼ等高線に沿って下りながら山麓を掘り通すように造られ、波田中波田では集落の中を通る。
黒川堰の水とともに隧道で上波田寺山地籍上部まで送られた水は、一部が黒川堰に流れるが、より多くの水量がやはり隧道で「右岸上段幹線」として山形村、朝日村、塩尻市洗馬、さらに奈良井川を越えて塩尻市宗賀（桔梗ヶ原）まで主として畑地灌漑のために送られている。

## 黒川堰以前
「波多村」（のち波田村）は、1874年（明治7年）に上波多村、下波多村、三溝村が合併して成立している。このうち上波多村主要部（本郷）は、高燥の畑地が多く、水田が少なかった。上波多村本郷は、集落を縦断する道路沿いに用水路を通し、男女沢から流れ下る水をまわして生活用水・灌漑用水に使っていた。西部の寺山地区では、光明沢のわずかな水を利用していた。しかし、多くの耕地は畑地で雑穀を栽培していた。1875年（明治8年）には、上波多村の水田は耕地面積の26％だったが、これは河岸段丘の下である淵東には水沢が、土地の狭隘な赤松には栗谷俣沢が流れて水田があり、ここに出作し、これらの水田を加算したものだった。
用水を引き開田することへの願いがあったが、上波多村本郷の標高が高いという地形上の問題から、梓川本流からの取水は不可能であった。そのため、水源は南側の谷から流れる沢の水を引くことになる。しかし、一番近い水沢はすでに淵東が使っており、栗谷俣沢は赤松が使っていたので、遠く黒川に求める以外になかった。黒川は谷を流れ下るとすぐに、島々宿よりも奥で梓川に合流している。黒川から取水するためには、竜島・赤松集落の上部の山の急傾斜地を横切り、鷺沢・栗谷俣沢・水沢などの多くの谷を越える堰（用水路）を造らなくてはならなかった。さらに、梓川の水を利用する水利権をあらかじめ持っている諸堰の承諾を取りつけなければならないという大きな難題があった。
一方、江戸時代には高遠藩を経て天領に属していた山形村は、1874年（明治7年）10月に大池村、小坂村、竹田村が合併して成立したものだった。山形村も水利に恵まれず、畑地が多かった。波田村に南隣する竹田村も、はずれに唐沢川があったけれども水利がなく、開田は夢の夢であった。
なお、波田村の旧3村のうち、下波多村も水田に恵まれなかった。しかし、明治初めに波田堰が完成したことにより開田が進んだ。また三溝村では、937年（平安前半期）以前に和田堰が完成しており、この水利に依拠して早くから集落が成立したと考えられる。

## 歴史
- 1792年（寛政4年） - 梓川の水を上赤松岩より引水したいという願いを、上・下波多村村民が連印して松本藩に提出。下流の和田堰関係15か村の反対に遭い断念[2]
- 1804年（文化元年） - 上波多本郷の3人が、栗谷俣沢の水を本郷の用水に引き取りたいと申し出たが、この沢水を利用していた赤松の住民はこれに反対して、藩を巻き込んでの争いになった。渇水時には取水をやめて水を赤松に落とすことなどの条件付きで取水が認められた。しかし、堰の漏水が多く、完成翌年には山崩れで堰が埋まってしまった[2]
- 1859年（安政6年）11月 - 上波多本郷の17人が、梓川の氾濫で耕作できなくなっている水田の水利権と引き換えに梓川の水を揚げて水沢田・車坂耕地へかけ、その代わりに栗谷俣沢・水沢の水を引き取りたいと願い出た。4年かかって、厳しい条件の下に新堰の開削が認められた[2]
- 1863年（文久3年）8月 - 新堰開削の工事に着手したが、翌年になると思いのほか難工事で費用の調達に苦しみ、堰用地費の請求を受けるなど、多難であった[2]
- 1869年（明治2年）10月8日 - 黒川から淡路までの全堰路が、工事着手以来7年を費やして通じた。しかし、藩から通水の許可が出なかった[2]
- 1871年（明治4年） - この年に波田堰が起工された。『波田堰百年史』は、明治元年文書に「四、五年以来上波多村で工事中の黒川堰」という一節があることを紹介し、明治2年の政府役人の視察では「折から工事中の黒川堰を見せ」たと記述している。
- 1878年（明治11年）1月 - 工事がむずかしい上に、なかなか通水・開田ができない。上波多の発起人たちも、自己資金が尽き、借入金や外部からの出資を求めていたが、とうとう行き詰ってしまった。そこで、黒川堰工事は上波多から山形村竹田の8人に引き継がれた。しかし、資金・工事請負人の問題をめぐって数年にわたり、工事がストップするなどした[2]
- 1893年（明治26年）6月29日 - 初めての通水ができた。しかし、時期が遅く開田10haにとどまり、水が十分でなかったことから収穫もわずかであった。[2]
- 1899年（明治32年）6月10日 - 外部の「黒川新堰工業組合」が工事をして通水し、波多村での開田14ha、山形村での開田13haができた。これ以後、問題はあったが開田が進められ、最大で波田内65ha、山形内85haの開田ができた[2]
- 1951年（昭和26年） - 黒川堰を管理していた普通水利組合が「黒川堰土地改良区」に業務を引き継いだ[2]
- 1971年（昭和46年） - 梓川の3ダムが完成し稲核ダムから取水するようになり、黒川からは取水しなくなった。東京電力新竜島発電所で発電用に使用する水とともに稲核ダムから隧道で水を流し、発電所上で分水されている。堰路を当時の波田町が買い取り、黒川の水を上水道用水および雑用水として使うようになった[2]
- 1974年（昭和49年）4月1日 - この年までは、利水地域には「黒川堰土地改良区」「竹田整田会」「中下波田整田会」「上波田整田会」の組織があった。前3者が解散し業務を「黒川堰土地改良区」に引き継いだ[2]
- 1992年（平成4年）10月 - 黒川堰通水100年を記念した碑が立てられ、除幕と記念式典が開かれた[2]
- 2017年（平成29年）6月3日 - かつて黒川堰上流部であり1971年以降は使われていない追平隧道の出口から下流100ｍについて、黒川堰土地改良区が初めて本格的な整備を行った。また、文化財指定の可否を検討する下調査として、市教委文化財課が同行して調査を行った[5]。

## 黒川堰の写真
- 黒川堰の水流が隧道から地表に姿を現す地点
- 旧ルートを流れる小川は、水沢川から取水している
- 左の穴は、黒川堰の旧ルートにあった急流部分の隧道チェック孔。右が旧ルートを流れる小川
- 黒川堰の旧ルートにあった空気弁表示
- 東京電力新竜島発電所の上部タンクと建物（左）。この上部タンクの近くで、稲核ダムから送られてきた水がわけられ、黒川堰と右岸上段幹線に送られる